# ジェレミー・ジェフレス
ジェレミー・ロス・ジェフレス（Jeremy Ross Jeffress, 1987年9月21日 - ）は、アメリカ合衆国バージニア州ハリファックス郡サウスボストン出身のプロ野球選手（投手）。右投右打。愛称はジェイジェイ（JJ）。

## 経歴

### プロ入りとブルワーズ時代

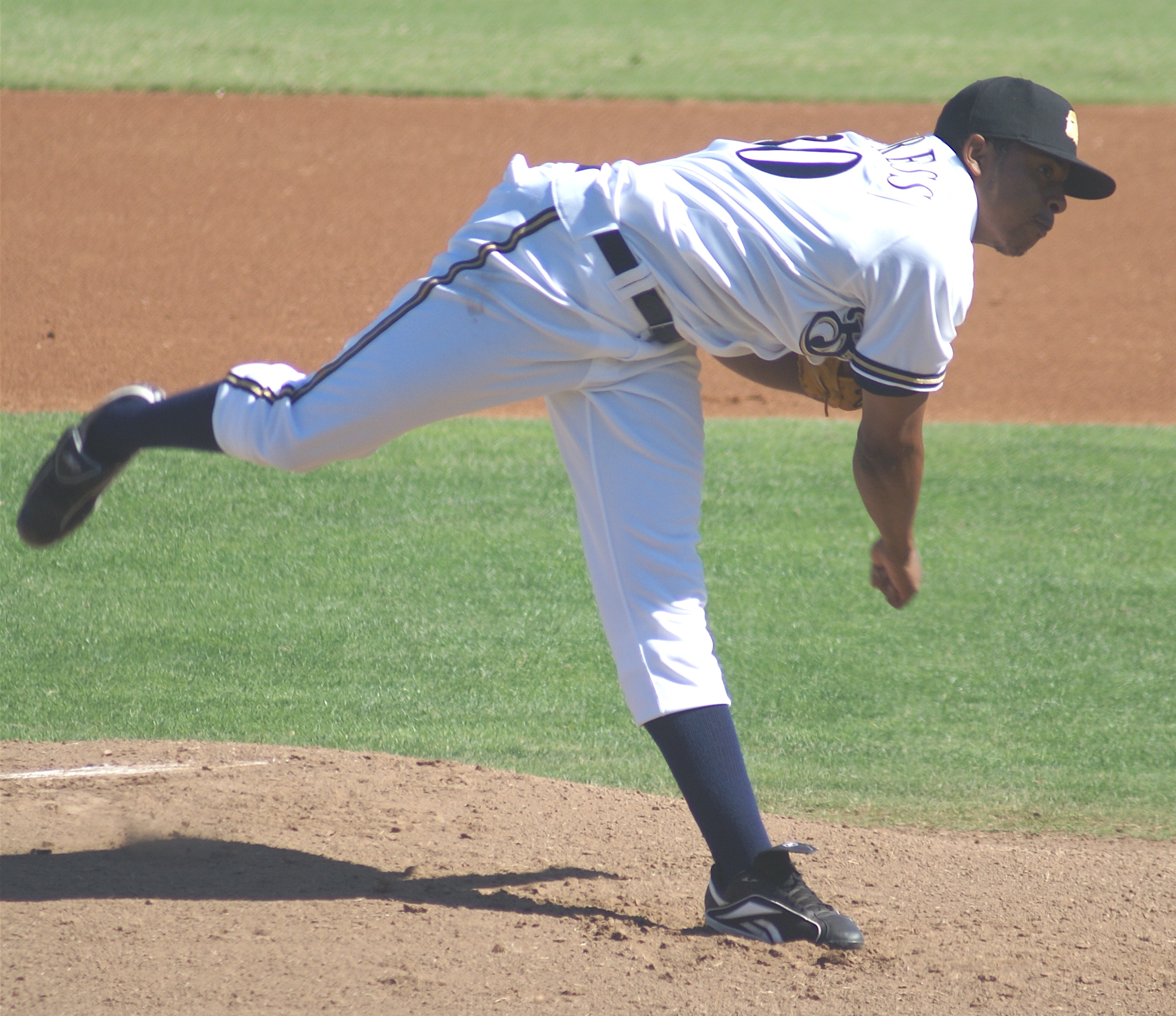
アリゾナ秋季リーグ時代
（2008年10月21日）

2006年のMLBドラフト1巡目（全体16位）でミルウォーキー・ブルワーズから指名され、155万ドルの契約金で入団。
2010年9月1日のシンシナティ・レッズ戦でメジャーデビューを果たした。

### ロイヤルズ時代

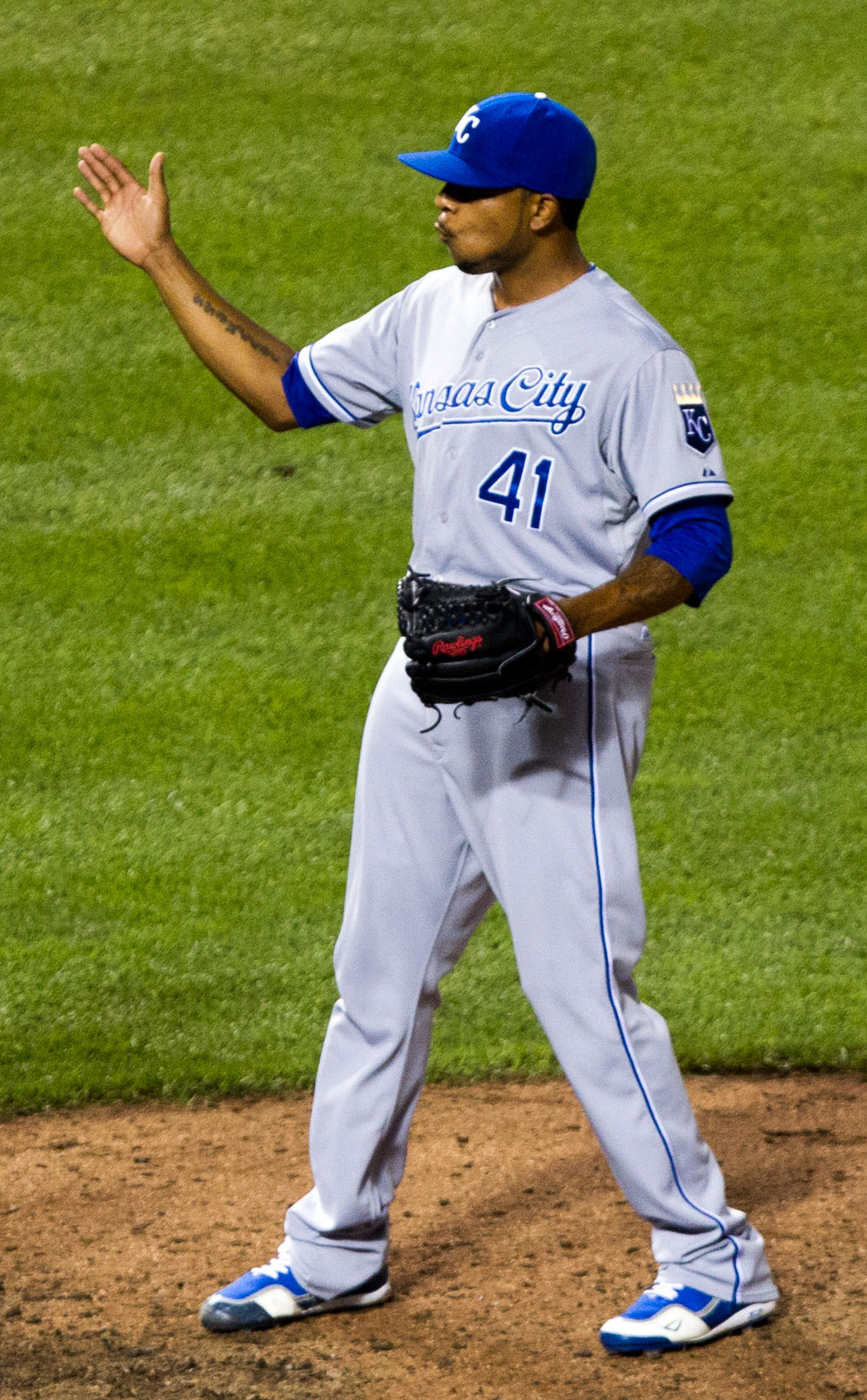
カンザスシティ・ロイヤルズ時代
（2012年8月9日）

2010年12月18日にザック・グレインキー、ユニエスキー・ベタンコートとのトレードで、アルシデス・エスコバー、ロレンゾ・ケイン、ジェイク・オドリッジと共にカンザスシティ・ロイヤルズへ移籍した。
2012年11月2日にDFAとなった。

### ブルージェイズ時代
2012年11月8日にDFA後の10日以内の措置によって、金銭トレードでトロント・ブルージェイズへ移籍した。
2013年は開幕メジャー入りを果たしたが、開幕翌日の4月6日にDFAとなり、4月16日にマイナー契約に切り替えて、A+級ダニーデン・ブルージェイズへ降格した。その後、5月4日にAAA級バッファロー・バイソンズに昇格すると、9月3日にはブルージェイズと再びメジャー契約を結んだ。
2014年は開幕ロースター入りしたが、4月4日にDFAとなった。4月15日にAAA級バッファローへ降格した後、16日にFAとなった。

### ブルワーズ復帰
2014年4月18日に古巣のブルワーズとマイナー契約を結んだ。契約後は傘下のAAA級ナッシュビル・サウンズで30試合に登板し、4勝1敗5セーブ、防御率1.51と好投。7月21日にブルワーズとメジャー契約を結んだ。メジャーでは29試合にリリーフ登板し、防御率1.88・1勝1敗という圧巻の成績をマーク。ブルージェイズとの合算では、32試合の登板で防御率2.81だった。
2015年はリリーフ陣の中心的存在にのし上がり、72試合にリリーフ登板。5勝0敗、防御率2.65、WHIP1.27、奪三振率8.9という素晴らしい活躍を見せ、ブレイクを果たした。
2016年はクローザーに抜擢され、47試合の登板で2勝2敗27セーブ、防御率2.22という好成績を記録していた。

### レンジャーズ時代

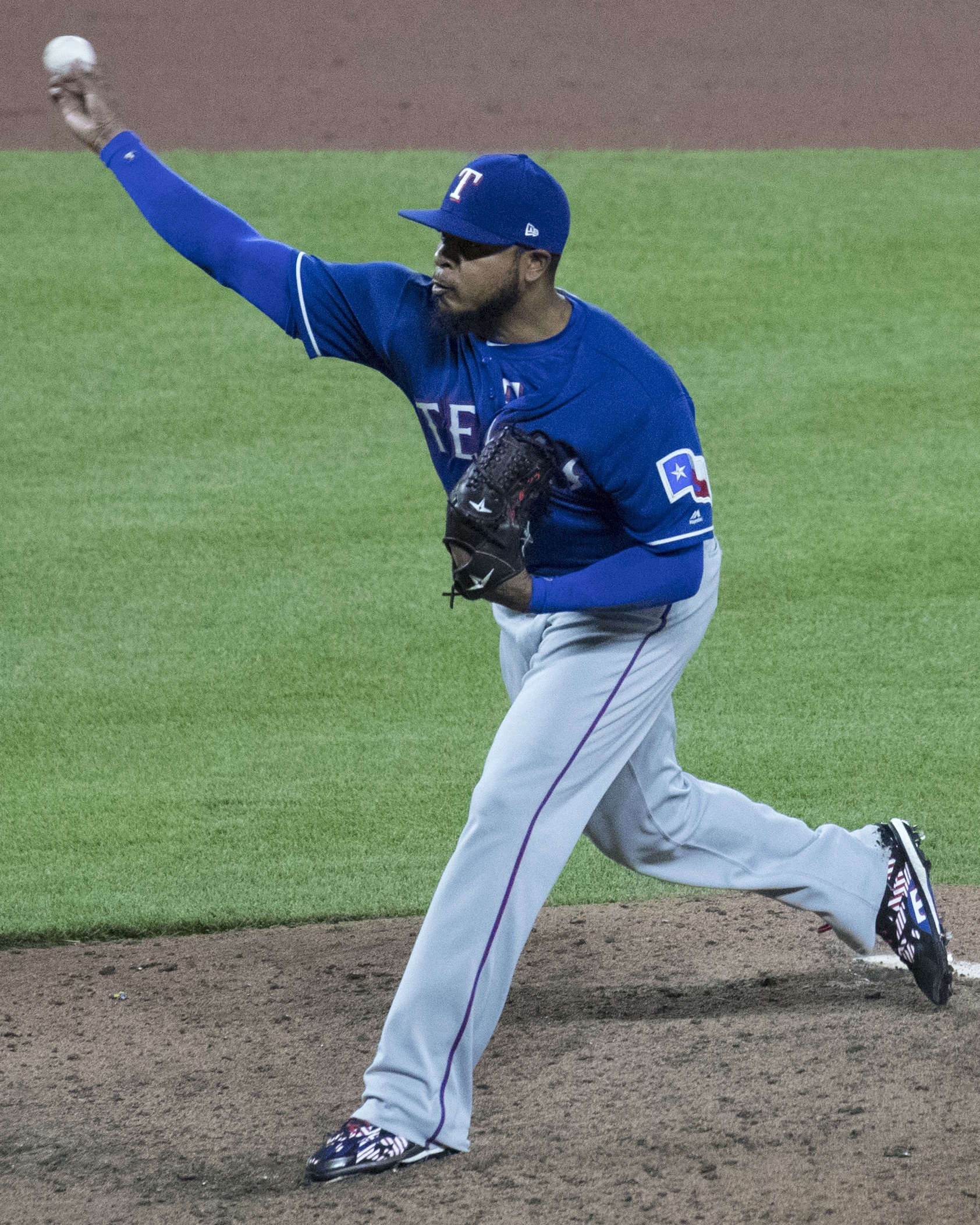
テキサス・レンジャーズ時代
（2017年7月17日）

2016年7月31日にルイス・ブリンソン、ルイス・オルティーズ、後日発表選手とのトレードで、ジョナサン・ルクロイと共にテキサス・レンジャーズへ移籍した。8月26日、ダラスで検問に引っ掛かり飲酒運転の容疑で逮捕されたが、保釈金を払って釈放された。レンジャーズ加入後は12試合にリリーフ登板し、防御率2.70・1勝・WHIP1.28という成績を記録。ブルワーズとの合算では59試合の登板で防御率2.33・3勝2敗27セーブ・WHIP1.26という成績だった。なお、前述の通りレンジャーズではセーブを挙げなかったため、27セーブはナ・リーグ7位にランクインした。
2017年は移籍までに39試合に登板したが、1勝2敗、防御率5.31と不振であった。

### 2度目のブルワーズ復帰
2017年7月31日にテイラー・スコットとのトレードで、ブルワーズに復帰した。移籍後は22試合に登板し、4勝0敗、防御率3.65とやや調子を立て直した。2チーム合算では61試合登板で5勝2敗、防御率4.68であった。
2018年は開幕から好調を維持し、自己最多となる73試合に登板。シーズン終盤はクローザーも務め、8勝1敗15セーブ・防御率1.29・WHIP0.99とキャリア最高のシーズンとなった。またこの年は奪三振能力が向上し、奪三振率が5年ぶりの9.0超となる10.4を記録した。
2019年9月1日にDFAとなり、同日中に FAとなった。

### カブス時代
2020年2月1日にシカゴ・カブスと85万ドルの単年契約を結んだ。オフの10月28日にFAとなった。

### ナショナルズ傘下時代
2021年2月26日にワシントン・ナショナルズとマイナー契約を結び、スプリングトレーニングに招待選手として参加することになった。3月7日にFAとなった。

### 独立リーグ時代
2021年7月7日にアトランティックリーグのレキシントン・レジェンズと契約した。9月12日にFAとなった。

### メキシカンリーグ時代
2022年3月18日にメキシカンリーグのメキシコシティ・レッドデビルズと契約した。

## 投球スタイル
最速164.2km/h、平均球速153km/hの豪速球投手。高い奪三振率の代わりに制球の悪さが大きな課題だったが、2014年以降は与四球率2点台と改善され、やや荒れ球ながら四球から崩れる事はほとんどなくなった。メジャーデビュー当初はフォーシームとナックルカーブの2球種（ごく稀にシンカーも投げていた）を持ち球とし、大半が速球でゴリ押しするパワーピッチャーだったが、2013年からシンカーを基本球種に変更。2014年には平均球速144km/hほどのチェンジアップを習得すると、状況に応じてゴロを打たせるなど、投球スタイルに大幅な変化が見られた。2018年頃からはスプリッターも投げている。

## 薬物規定違反
2007年にマリファナの陽性反応で50試合の出場停止処分を受け、2009年には再度の陽性反応で100試合の出場停止処分を受けている。規定により、次にまた陽性反応を示した場合は永久追放処分となる。

## 詳細情報

### 年度別投手成績
| 年 度     | 球 団     | 登 板 | 先 発 | 完 投 | 完 封 | 無 四 球 | 勝 利 | 敗 戦 | セ 丨 ブ | ホ 丨 ル ド | 勝 率 | 打 者 | 投 球 回 | 被 安 打 | 被 本 塁 打 | 与 四 球 | 敬 遠 | 与 死 球 | 奪 三 振 | 暴 投 | ボ 丨 ク | 失 点 | 自 責 点 | 防 御 率 | W H I P |
| --------- | --------- | ----- | ----- | ----- | ----- | -------- | ----- | ----- | -------- | ----------- | ----- | ----- | -------- | -------- | ----------- | -------- | ----- | -------- | -------- | ----- | -------- | ----- | -------- | -------- | ------- |
| 2010      | MIL       | 10    | 0     | 0     | 0     | 0        | 1     | 0     | 0        | 0           | 1.000 | 42    | 10.0     | 8        | 0           | 6        | 1     | 0        | 8        | 1     | 0        | 4     | 3        | 2.70     | 1.40    |
| 2011      | KC        | 14    | 0     | 0     | 0     | 0        | 1     | 1     | 1        | 0           | .500  | 67    | 15.1     | 12       | 1           | 11       | 0     | 0        | 13       | 1     | 0        | 8     | 8        | 4.70     | 1.50    |
| 2012      | KC        | 13    | 0     | 0     | 0     | 0        | 0     | 0     | 0        | 0           | ----  | 73    | 13.1     | 19       | 0           | 13       | 0     | 0        | 13       | 1     | 0        | 14    | 10       | 6.75     | 2.40    |
| 2013      | TOR       | 10    | 0     | 0     | 0     | 0        | 1     | 0     | 0        | 0           | 1.000 | 43    | 10.1     | 8        | 1           | 5        | 0     | 0        | 12       | 0     | 0        | 1     | 1        | 0.87     | 1.26    |
| 2014      | TOR       | 3     | 0     | 0     | 0     | 0        | 0     | 0     | 0        | 0           | ----  | 21    | 3.1      | 8        | 0           | 3        | 0     | 2        | 4        | 0     | 0        | 4     | 4        | 10.80    | 3.30    |
| 2014      | MIL       | 29    | 0     | 0     | 0     | 0        | 1     | 1     | 0        | 6           | .500  | 114   | 28.2     | 27       | 1           | 7        | 2     | 0        | 25       | 1     | 0        | 6     | 6        | 1.88     | 1.19    |
| '14計     | MIL       | 32    | 0     | 0     | 0     | 0        | 1     | 1     | 0        | 6           | .500  | 135   | 32.0     | 35       | 1           | 10       | 1     | 1        | 29       | 1     | 0        | 10    | 10       | 2.81     | 1.41    |
| 2015      | MIL       | 72    | 0     | 0     | 0     | 0        | 5     | 0     | 0        | 23          | 1.000 | 285   | 68.0     | 64       | 5           | 22       | 5     | 3        | 67       | 4     | 2        | 22    | 20       | 2.65     | 1.27    |
| 2016      | MIL       | 47    | 0     | 0     | 0     | 0        | 2     | 2     | 27       | 0           | .500  | 190   | 44.2     | 45       | 2           | 11       | 3     | 4        | 35       | 0     | 0        | 13    | 11       | 2.22     | 1.25    |
| 2016      | TEX       | 12    | 0     | 0     | 0     | 0        | 1     | 0     | 0        | 6           | 1.000 | 51    | 13.1     | 10       | 0           | 7        | 0     | 0        | 7        | 3     | 0        | 4     | 4        | 2.70     | 1.28    |
| '16計     | TEX       | 59    | 0     | 0     | 0     | 0        | 3     | 2     | 27       | 6           | .600  | 241   | 58.0     | 55       | 2           | 18       | 3     | 4        | 42       | 3     | 0        | 17    | 15       | 2.33     | 1.26    |
| 2017      | TEX       | 39    | 0     | 0     | 0     | 0        | 1     | 2     | 0        | 4           | .333  | 183   | 40.2     | 49       | 8           | 19       | 2     | 2        | 29       | 3     | 0        | 25    | 24       | 5.31     | 1.67    |
| 2017      | MIL       | 22    | 1     | 0     | 0     | 0        | 4     | 0     | 0        | 4           | 1.000 | 112   | 24.2     | 24       | 2           | 15       | 2     | 0        | 22       | 3     | 0        | 10    | 10       | 3.65     | 1.58    |
| '17計     | MIL       | 61    | 1     | 0     | 0     | 0        | 5     | 2     | 0        | 8           | .714  | 295   | 65.1     | 73       | 10          | 34       | 4     | 2        | 51       | 6     | 0        | 35    | 34       | 4.68     | 1.64    |
| 2018      | MIL       | 73    | 0     | 0     | 0     | 0        | 8     | 1     | 15       | 18          | .889  | 317   | 76.2     | 49       | 5           | 27       | 4     | 1        | 89       | 4     | 0        | 12    | 11       | 1.29     | 0.99    |
| 2019      | MIL       | 48    | 0     | 0     | 0     | 0        | 3     | 4     | 1        | 12          | .429  | 225   | 52.0     | 54       | 5           | 17       | 0     | 5        | 46       | 1     | 0        | 32    | 29       | 5.02     | 1.37    |
| 2020      | CHC       | 22    | 0     | 0     | 0     | 0        | 4     | 1     | 8        | 3           | .800  | 88    | 23.1     | 10       | 5           | 12       | 1     | 2        | 17       | 0     | 0        | 5     | 4        | 1.54     | 0.94    |
| MLB：11年 | MLB：11年 | 414   | 1     | 0     | 0     | 0        | 32    | 12    | 52       | 76          | .727  | 1793  | 424.1    | 387      | 31          | 175      | 20    | 19       | 387      | 22    | 2        | 160   | 145      | 3.08     | 1.32    |

- 2020年度シーズン終了時

### 記録
- MLBオールスターゲーム選出：1回（2018年）

### 背番号
- 41（2010年 - 2012年）
- 33（2013年 - 2014年途中）
- 21（2014年途中 - 2016年途中）
- 23（2016年途中 - 2017年7月30日）
- 32（2017年8月2日 - 2019年）
- 24（2020年）